# Ундекан
Ундека́н — органическое соединение, углеводород из класса алканов с формулой C11H24.

## История открытия
Получен Крафтом[уточнить] из ундециловой кислоты, а также хлорида (С11H23Cl) при восстановлении их иодистым водородом и фосфором при 210—240 °C.

## Физические свойства
Ундекан представляет собой прозрачную жидкость с температурой кипения 196 °C при нормальном давлении. При охлаждении до −26 °C превращается в воскообразное белое вещество. Его плотность при нормальных условиях равна 0,74 г/см³ (0,7559 г/см³ при 0 °C и 0,6816 г/см³ при 99 °C). Точка вспышки — 60 °C.

## Химические свойства
Аналогичны свойствам других высших алканов. Имеет 159 изомеров:
1.     Ундекан
Содержащие 10 звеньев в основной цепи (4)
2.     2-метилдекан
3.     3-метилдекан
4.     4-метилдекан
5.     5-метилдекан
Содержащие 9 звеньев в основной цепи (19)
6.     2,2-диметилнонан
7.     2,3-диметилнонан
8.     2,4-диметилнонан
9.     2,5-диметилнонан
10. 2,6-диметилнонан
11. 2,7-диметилнонан
12. 2,8-диметилнонан
13. 3,3-диметилнонан
14. 3,4-диметилнонан
15. 3,5-диметилнонан
16. 3,6-диметилнонан
17. 3,7-диметилнонан
18. 4,4-диметилнонан
19. 4,5-диметилнонан
20. 4,6-диметилнонан
21.  5,5-диметилнонан
22. 3-этилнонан
23. 4-этилнонан
24. 5-этилнонан
Содержащие 8 звеньев в основной цепи (38)
25. 2,2,3-триметилоктан
26. 2,3,3-триметилоктан
27. 2,2,4-триметилоктан
28. 2,3,4-триметилоктан
29. 2,4,4-триметилоктан
30. 3,4,4-триметилоктан
31. 2,2,5-триметилоктан
32. 2,3,5-триметилоктан
33. 3,3,5-триметилоктан
34. 2,4,5-триметилоктан
35. 3,4,5-триметилоктан
36. 4,4,5-триметилоктан
37. 2,5,5-триметилоктан
38. 3,5,5-триметилоктан
39. 2,2,6-триметилоктан
40. 2,3,6-триметилоктан
41. 3,3,6-триметилоктан
42. 2,4,6-триметилоктан
43. 3,4,6-триметилоктан
44. 2,5,6-триметилоктан
45. 2,6,6-триметилоктан
46. 2,2,7-триметилоктан
47. 2,3,7-триметилоктан
48. 2,4,7-триметилоктан
49. 2-метил-3-этилоктан
50. 2-метил-4-этилоктан
51. 2-метил-5-этилоктан
52. 2-метил-6-этилоктан
53. 3-метил-3-этилоктан
54. 3-метил-4-этилоктан
55. 3-метил-5-этилоктан
56. 3-метил-6-этилоктан
57. 4-метил-3-этилоктан
58. 4-метил-4-этилоктан
59. 4-метил-5-этилоктан
60. 4-метил-6-этилоктан
61. 4-изопропилоктан
62. 4-пропилоктан
Содержащие 7 звеньев в основной цепи (59)
63. 2,2,3,3-тетраметилгептан
64. 2,2,3,4-тетраметилгептан
65. 2,3,3,4-тетраметилгептан
66. 2,2,4,4-тетраметилгептан
67. 2,3,4,4-тетраметилгептан
68. 3,3,4,4-тетраметилгептан
69. 2,2,3,5-тетраметилгептан
70. 2,3,3,5-тетраметилгептан
71. 2,2,4,5-тетраметилгептан
72. 2,3,4,5-тетраметилгептан
73. 3,3,4,5-тетраметилгептан
74. 2,4,4,5-тетраметилгептан
75. 3,4,4,5-тетраметилгептан
76. 2,2,5,5-тетраметилгептан
77. 2,3,5,5-тетраметилгептан
78. 3,3,5,5-тетраметилгептан
79. 2,4,5,5-тетраметилгептан
80. 2,2,3,6-тетраметилгептан
81. 2,3,3,6-тетраметилгептан
82. 2,2,4,6-тетраметилгептан
83. 2,3,4,6-тетраметилгептан
84. 2,4,4,6-тетраметилгептан
85. 2,2,5,6-тетраметилгептан
86. 2,3,5,6-тетраметилгептан
87. 2,2,6,6-тетраметилгептан
88. 2,2-диметил-3-этилгептан
89. 2,2-диметил-4-этилгептан
90. 2,2-диметил-5-этилгептан
91. 2,3-диметил-3-этилгептан
92. 2,3-диметил-4-этилгептан
93. 2,3-диметил-5-этилгептан
94. 2,4-диметил-3-этилгептан
95. 2,4-диметил-4-этилгептан
96. 2,4-диметил-5-этилгептан
97. 2,5-диметил-3-этилгептан
98. 2,5-диметил-4-этилгептан
99. 2,5-диметил-5-этилгептан
100. 2,6-диметил-3-этилгептан
101. 2,6-диметил-4-этилгептан
102. 3,3-диметил-4-этилгептан
103. 3,3-диметил-5-этилгептан
104. 3,4-диметил-3-этилгептан
105. 3,4-диметил-4-этилгептан
106. 3,4-диметил-5-этилгептан
107. 3,5-диметил-3-этилгептан
108. 3,5-диметил-4-этилгептан
109. 4,4-диметил-3-этилгептан
110. 3,3-диэтилгептан
111. 3,4-диэтилгептан
112. 3,5-диэтилгептан
113. 4,4-диэтилгептан
114. 2-метил-3-изопропилгептан
115. 2-метил-4-изопропилгептан
116. 2-метил-4-пропилгептан
117. 3-метил-4-изопропилгептан
118. 3-метил-4-пропилгептан
119. 4-метил-4-изопропилгептан
120. 4-метил-4-пропилгептан
121. 4-трет-бутилгептан
Содержащие 6 звеньев в основной цепи (31)
122. 2,2,3,3,4-пентаметилгексан
123. 2,2,3,4,4-пентаметилгексан
124. 2,3,3,4,4-пентаметилгексан
125. 2,2,3,3,5-пентаметилгексан
126. 2,2,3,4,5-пентаметилгексан
127. 2,3,3,4,5-пентаметилгексан
128. 2,2,4,4,5-пентаметилгексан
129. 2,2,3,5,5-пентаметилгексан
130. 2,2,4,5,5-пентаметилгексан
131. 2,2,3-триметил-3-этилгексан
132. 2,2,3-триметил-4-этилгексан
133. 2,3,3-триметил-4-этилгексан
134. 2,2,4-триметил-3-этилгексан
135. 2,2,4-триметил-4-этилгексан
136. 2,3,4-триметил-3-этилгексан
137. 2,3,4-триметил-4-этилгексан
138. 3,3,4-триметил-4-этилгексан
139. 2,4,4-триметил-3-этилгексан
140. 2,2,5-триметил-3-этилгексан
141. 2,2,5-триметил-4-этилгексан
142. 2,3,5-триметил-3-этилгексан
143. 2,3,5-триметил-4-этилгексан
144. 2-метил-3,3-диэтилгексан
145. 2-метил-3,4-диэтилгексан
146. 2-метил-4,4-диэтилгексан
147. 3-метил-3,4-диэтилгексан
148. 3-метил-4,4-диэтилгексан
149. 2,2-диметил-3-изопропилгексан
150. 2,3-диметил-3-изопропилгексан
151. 2,4-диметил-3-изопропилгексан
152. 2,5-диметил-3-изопропилгексан
Содержащие 5 звеньев в основной цепи (7)
153. 2,2,3,3,4,4-гексаметилпентан
154. 2,2,3,4-тетраметил-3-этилпентан
155. 2,2,4,4-тетраметил-3-этилпентан
156. 2,2-диметил-3,3-диэтилпентан
157. 2,4-диметил-3,3-диэтилпентан
158. 2,2,4-триметил-3-изопропилпентан
159. 2,3,4-триметил-3-изопропилпентан

## Применение
В природе распространён как феромоны некоторых беспозвоночных, в частности, насекомых, а именно его имеют тараканы и муравьи.